# هلغداري عثمان
هلغداري عثمان (بالفارسية: هلگداری عثمان) هي قرية تقع في قسم نغور الريفي (مقاطعة تشابهار) في إيران. يقدر عدد سكانها بـ 122 نسمة بحسب إحصاء 2016.